# Jüdische Friedhöfe in Leipzig

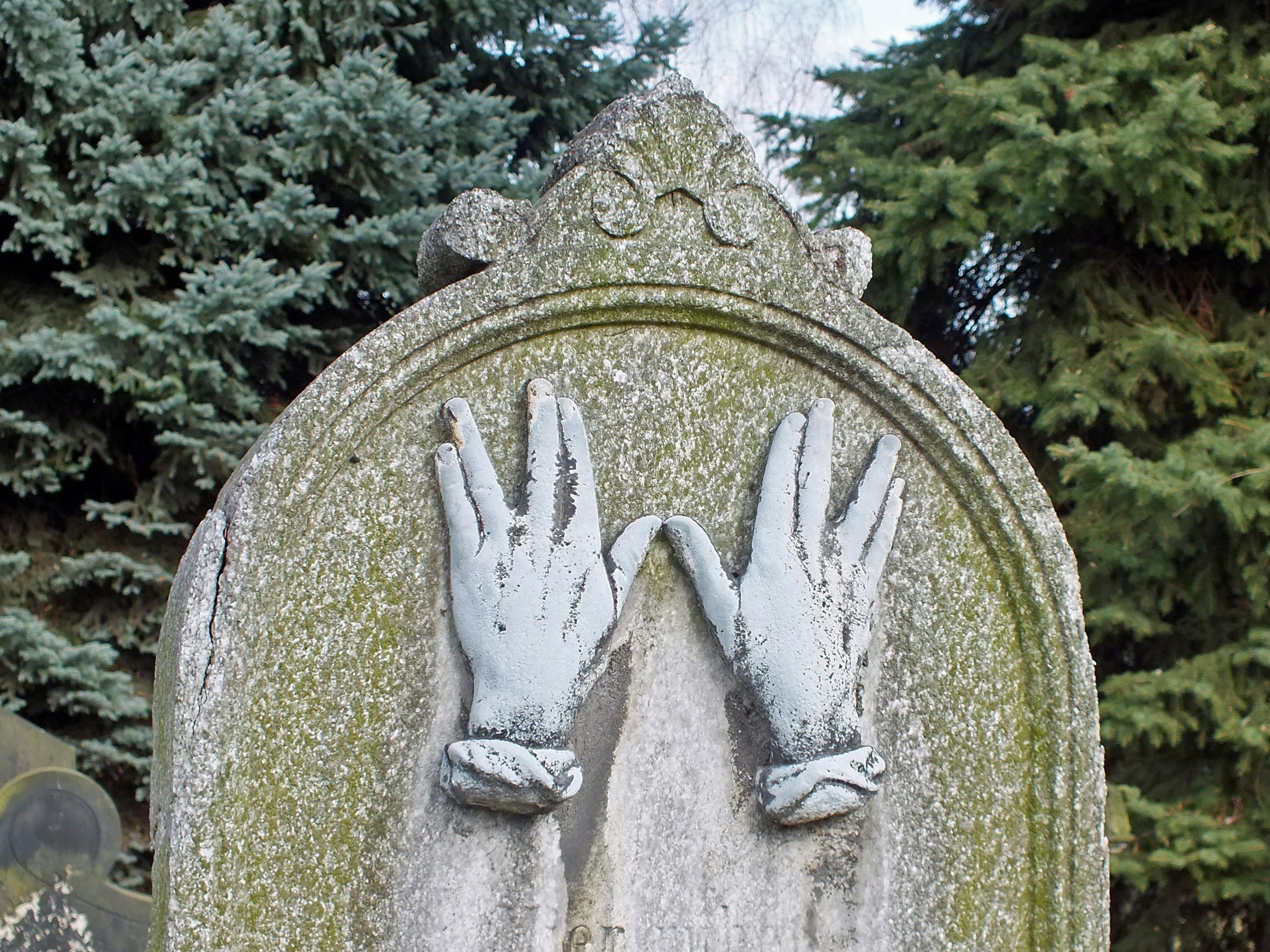
Hände des Kohen – Segnungssymbol auf einigen Gräbern des Alten Israelitischen Friedhofs

In Leipzig gab und gibt es drei jüdische Friedhöfe. Der erste jüdische Friedhof der Stadt im Johannistal existiert nicht mehr. Der Alte Israelitische Friedhof an der Berliner Straße wurde von 1864 bis 1928 genutzt. Auf dem danach eröffneten Neuen Israelitischen Friedhof an der Delitzscher Straße finden bis heute Beerdigungen statt.

## Vorgeschichte
Im späten 15. Jahrhundert war den Juden in Leipzig das Wohnrecht aberkannt worden. Erst ab 1710 gab es vereinzelte Ansiedlungen. Ausnahme bildeten die Zeiten der Messe. Hier waren jüdische Händler zum Teil sogar erwünscht. Starb jemand von ihnen in dieser Zeit, war eine Beisetzung in Leipzig nicht möglich. Erforderlich war eine Überführung in nicht zu weit entfernte Heimatorte oder zu den jüdischen Friedhöfen in Naumburg oder Dessau, jeweils gegen Gebühr. Ab 1798 bemühten sich jüdische Kaufleute, insbesondere jene aus Brody, um einen Begräbnisplatz in Leipzig. Erst 1814 waren ihre Bemühungen von Erfolg gekrönt.

## Der erste jüdische Friedhof

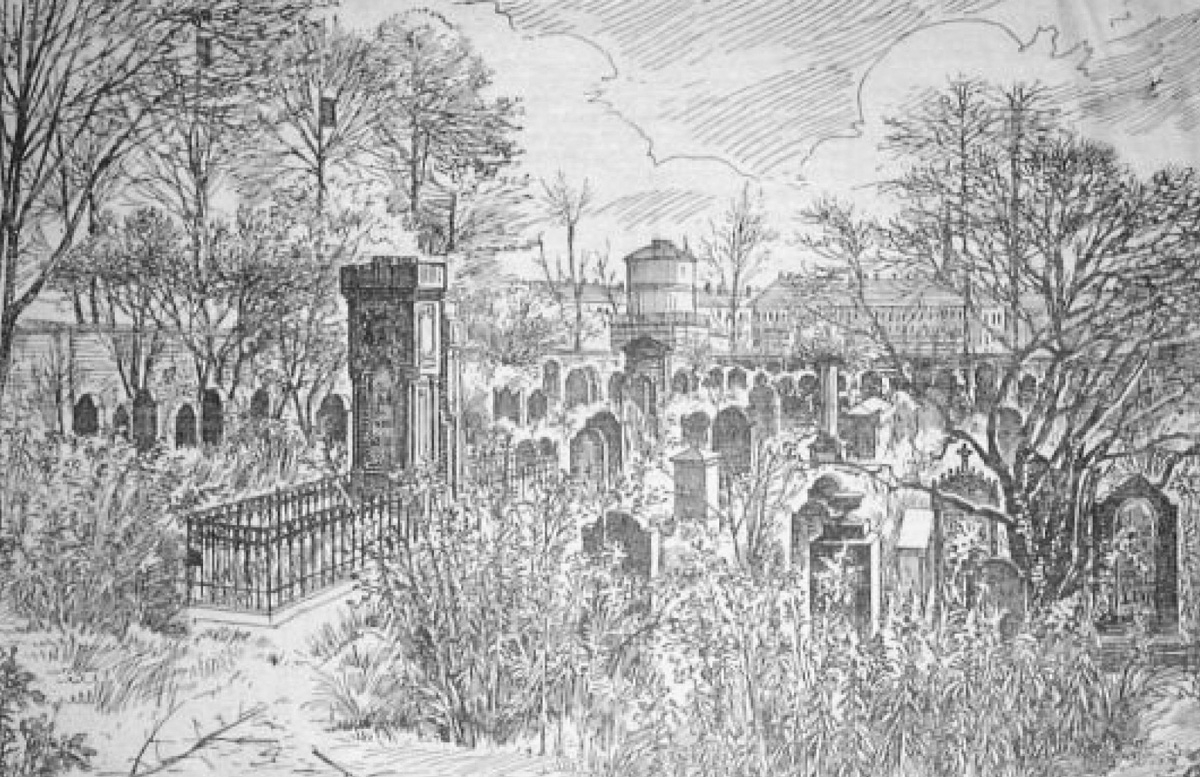
Der erste jüdische Friedhof im Johannistal

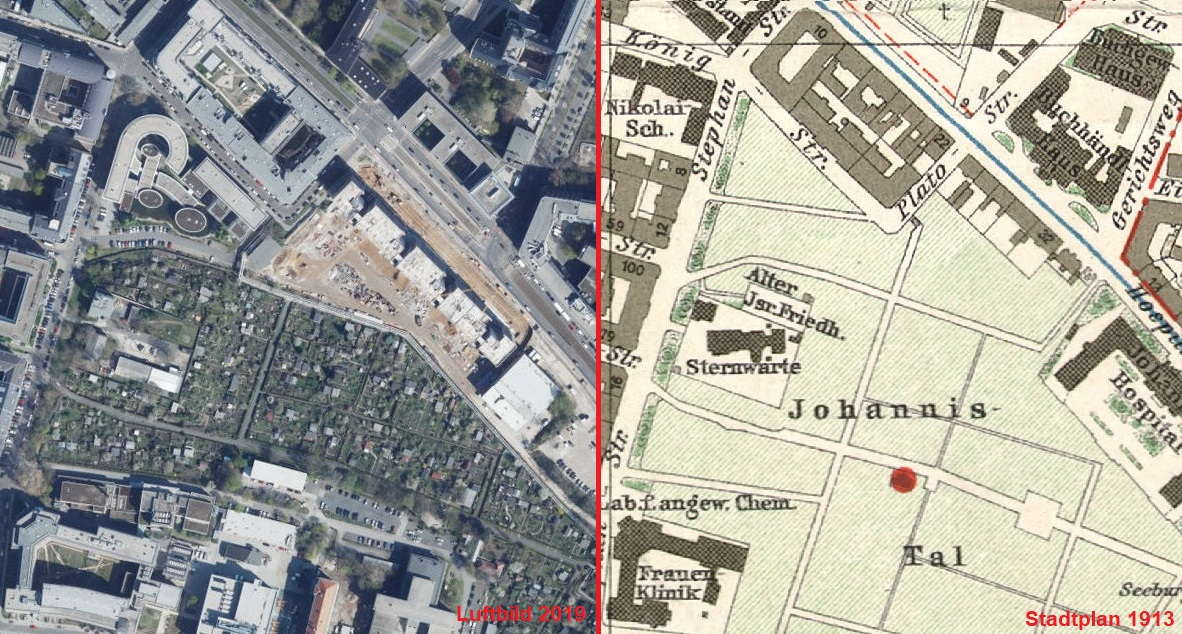
Lage des ersten jüdischen Friedhofs

Für 200 Taler und eine Jahreskonzessionsgebühr von 20 Talern erhielten die Brodyer Kaufleute vom Leipziger Rat die Erlaubnis, im Johannistal eine Begräbnisstätte einzurichten.(Lage) Das Gelände befand sich neben dem städtischen Schwarzpulverlager, auf dem 1861 die neue Sternwarte errichtet wurde. Ab 1832 war der Friedhof von Kleingärten umgeben.
Die erste Beerdigung fand am 28. November 1814 statt. Innerhalb der nächsten 50 Jahre wurden 334 Personen beigesetzt. Die eng beieinanderstehenden Grabsteine boten das typische Erscheinungsbild eines jüdischen Friedhofs. Die Raumnot für Gräber und die sächsische Vorschrift, auf jedem Friedhof eine Leichenhalle zu errichten, was hier nicht mehr möglich war, führten 1864 zur Schließung des Friedhofs, der aber als solcher zunächst noch erhalten blieb.
1937 erhielt die jüdische Gemeinde von der nationalsozialistischen Leipziger Stadtverwaltung die Kündigung des Friedhofs. Die Toten wurden exhumiert und die Gebeine in Einzelbehältnissen auf dem Neuen Israelitischen Friedhof (s. u.) in einem Massengrab beigesetzt. Nur wenige bedeutende Persönlichkeiten erhielten Einzelgräber. Die Grabsteine wurden bis auf wenige, die ebenfalls auf den Neuen Israelitischen Friedhof kamen, in kleine Stücke zerschlagen und bei Beisetzungen wiederverwendet. Das Friedhofsgelände wurde der umgebenden Kleingartenanlage zugeschlagen.

## Der Alte Israelitische Friedhof
1862 hatte die jüdische Gemeinde aus privater Hand einen an die Berliner Straße angrenzenden Geländestreifen erworben.(Lage) 1863 begannen die Arbeiten zur Anlegung eines Begräbnisplatzes. Dazu gehörten neben der Leichenhalle rituell notwendige Räumlichkeiten und die Wohnung des Friedhofsverwalters.
Das 400 Meter lange Gelände reicht von der Berliner Straße bis zur später angelegten Theresienstraße und ist weniger als 50 Meter breit. Westlich wird es von den späteren Bauten an der Hamburger Straße und östlich von dem 1876 eröffneten Nordfriedhof begrenzt. Es wird durch einen mittigen Hauptweg erschlossen. Von den fünf Abteilungen werden die ersten vier jeweils durch Trennmauern gegliedert. An diesen und an den Seitenmauern befinden sich Wandstellen von Familien- und Erbbegräbnissen, die für jüdische Friedhöfe eher untypisch sind und hier vor allem die Bankhäuser wie Ariowitsch, Kroch und Breslauer repräsentieren. Ein Wandgrabmal ist auch das des Rabbiners Abraham Meyer Goldschmidt und seiner Frau, der Pädagogin und Frauenrechtlerin Henriette Goldschmidt. Ein Ehrenmal verewigt die Namen von 121 jüdischen Kriegstoten des Ersten Weltkriegs.

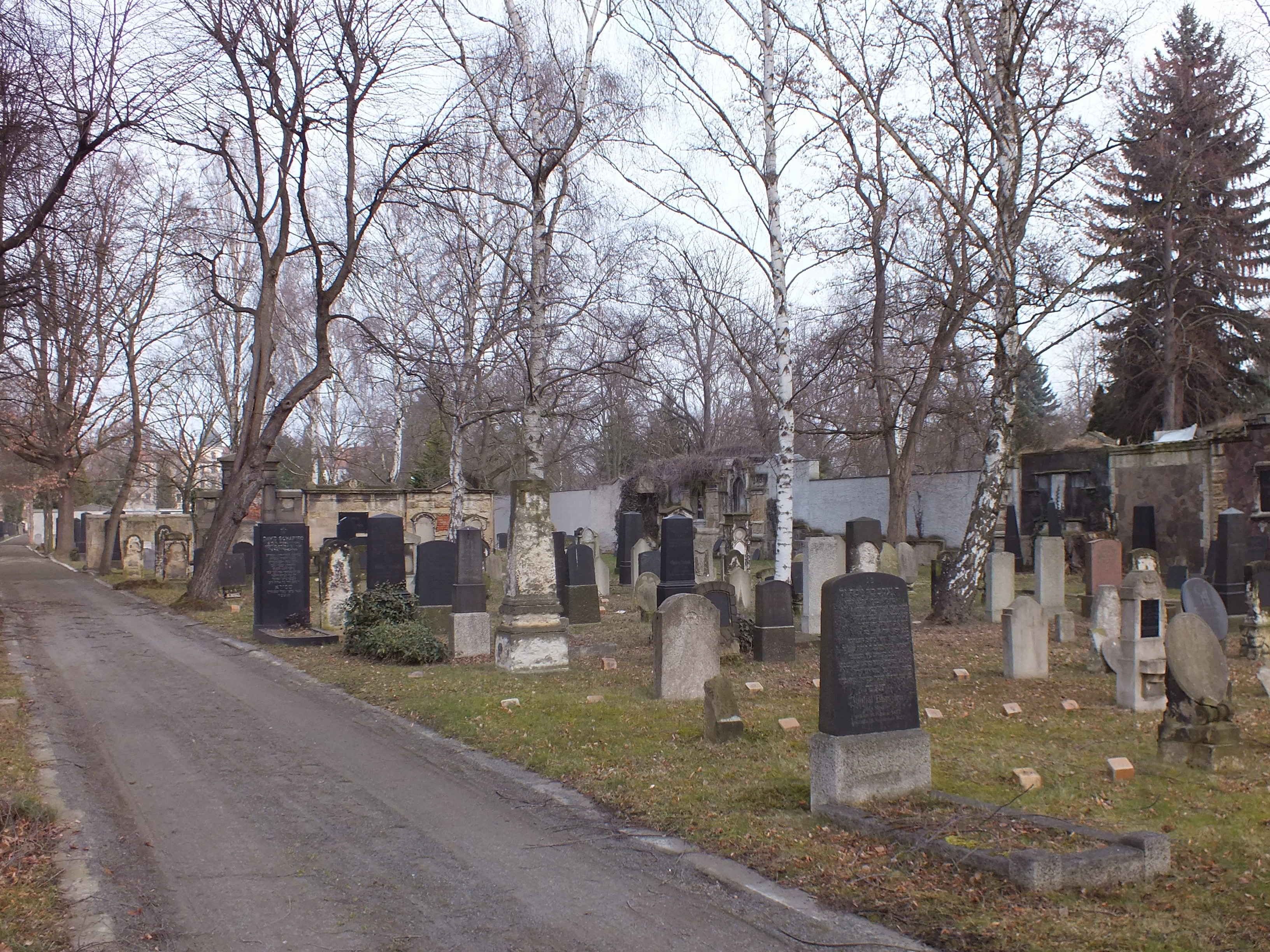
Teilansicht des Friedhofs
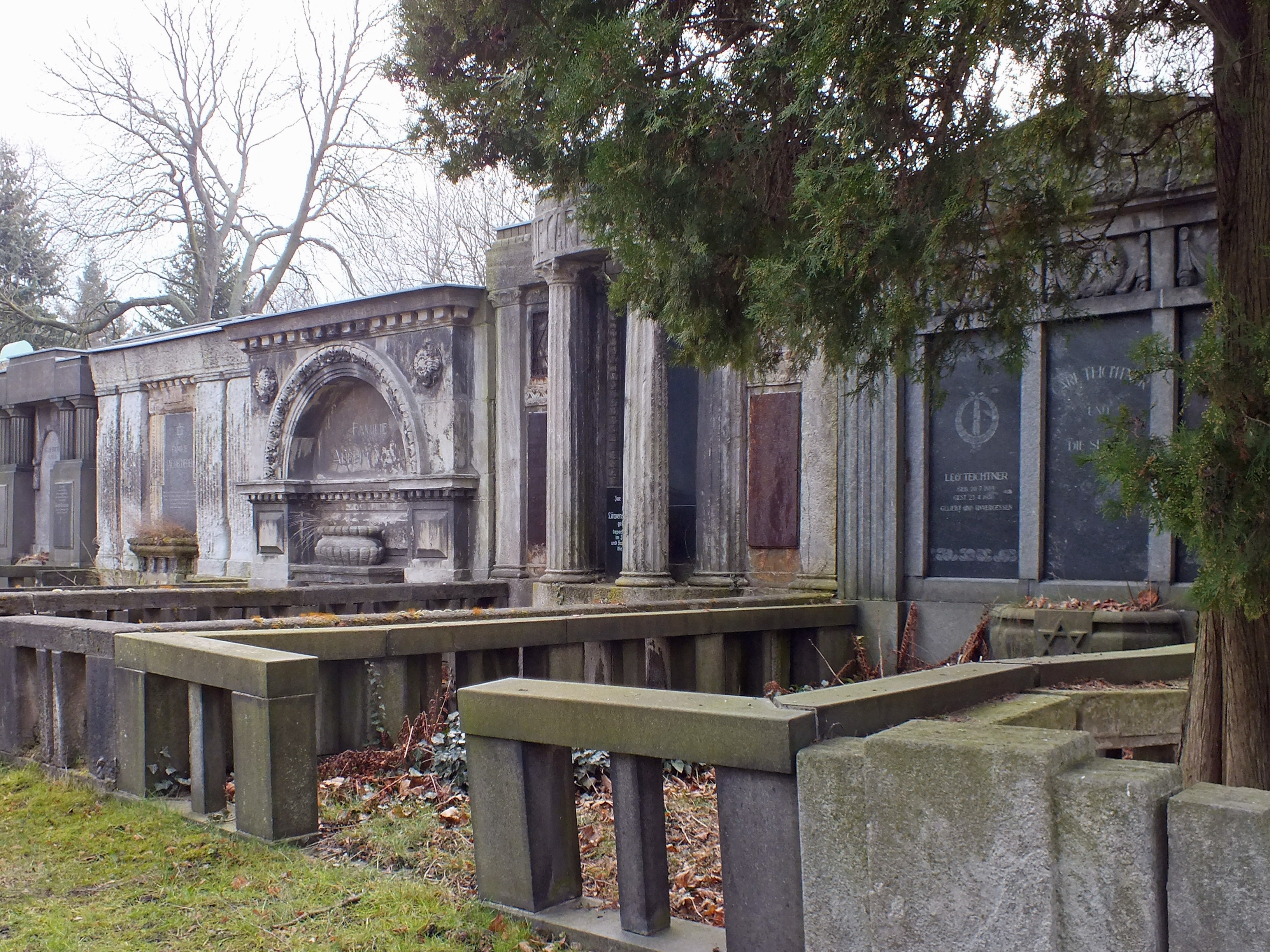
Ehrengräber an einer Trennwand
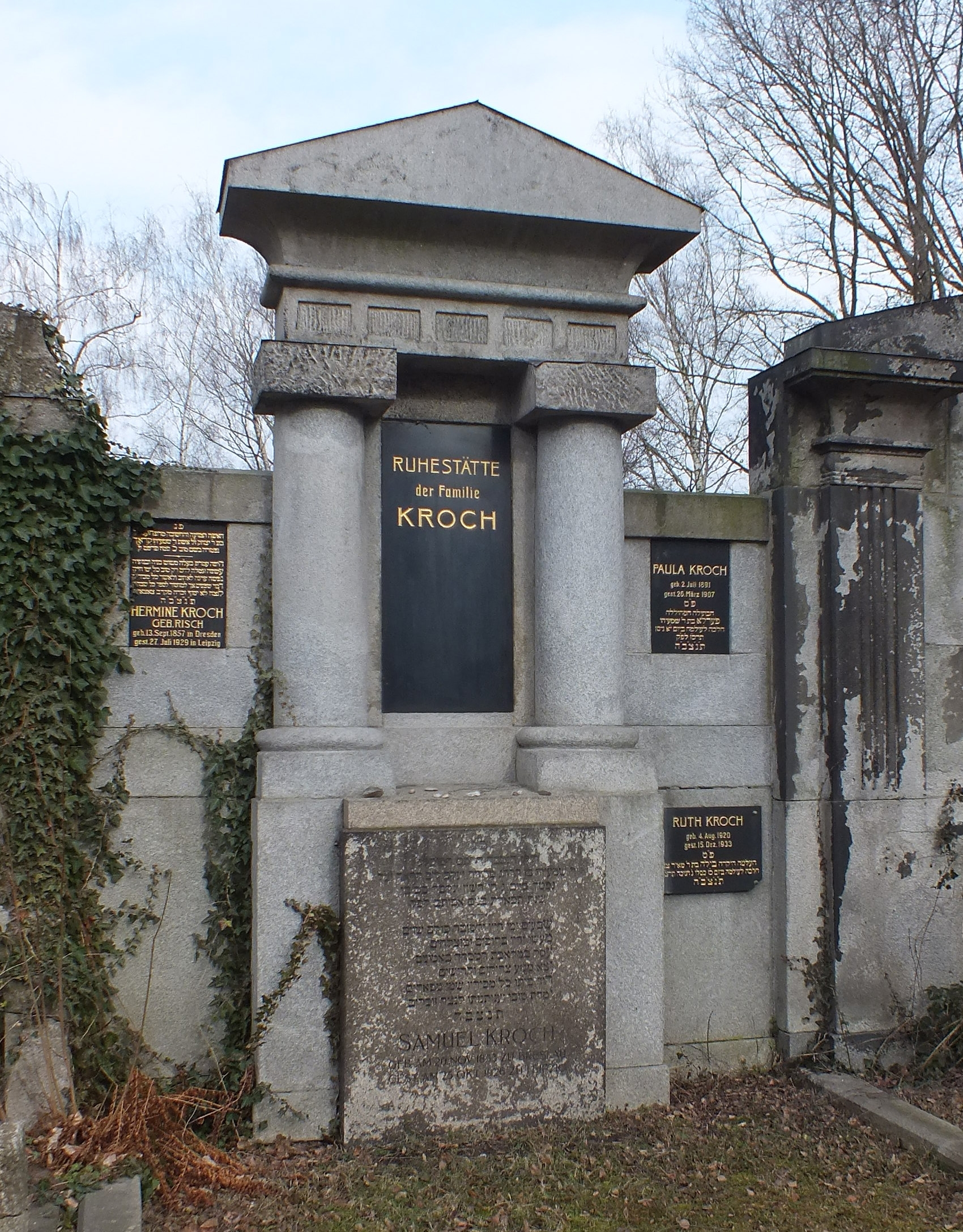
Das Familiengrab Kroch
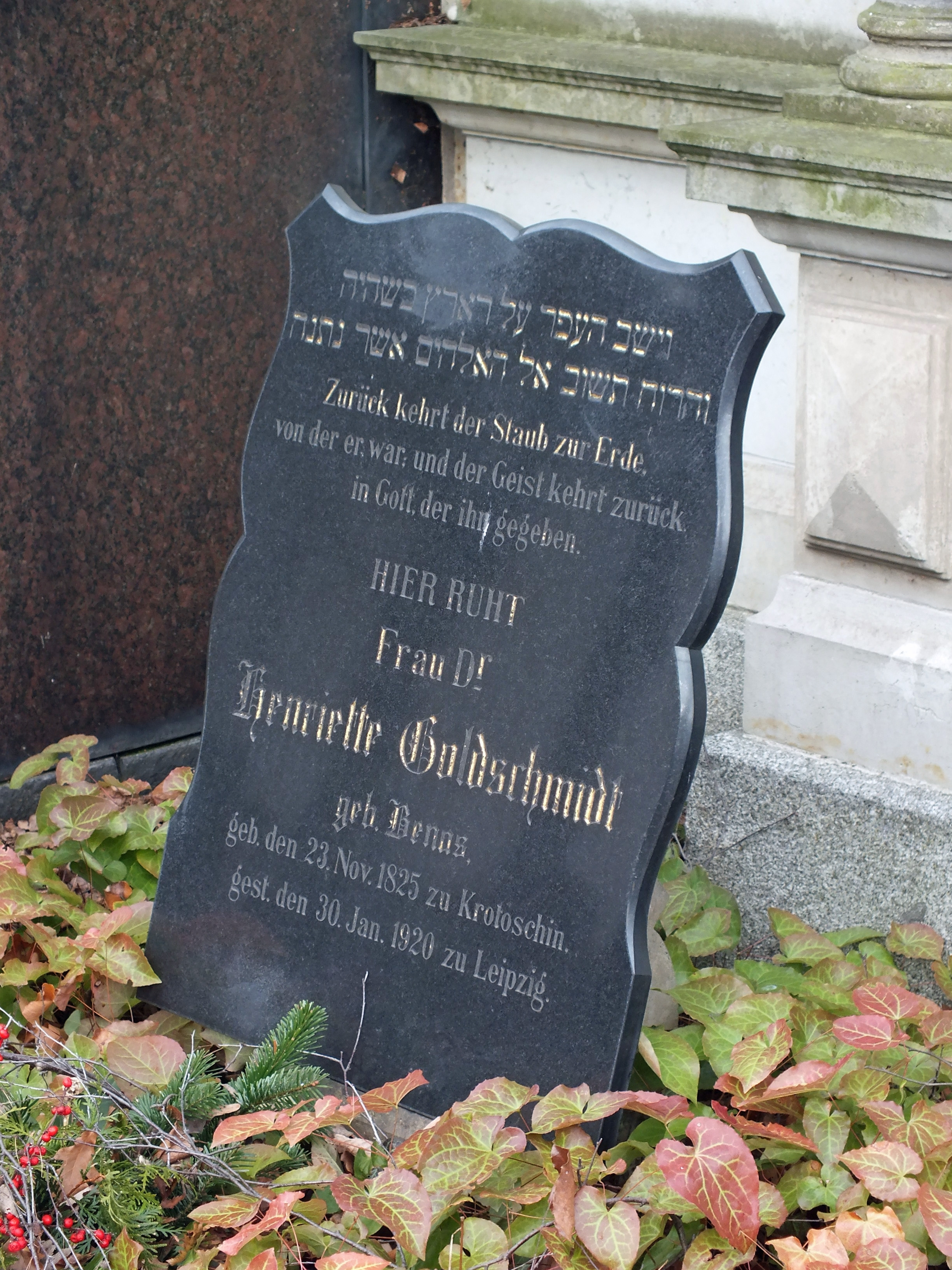
Die Grabtafel der Henriette Goldschmidt
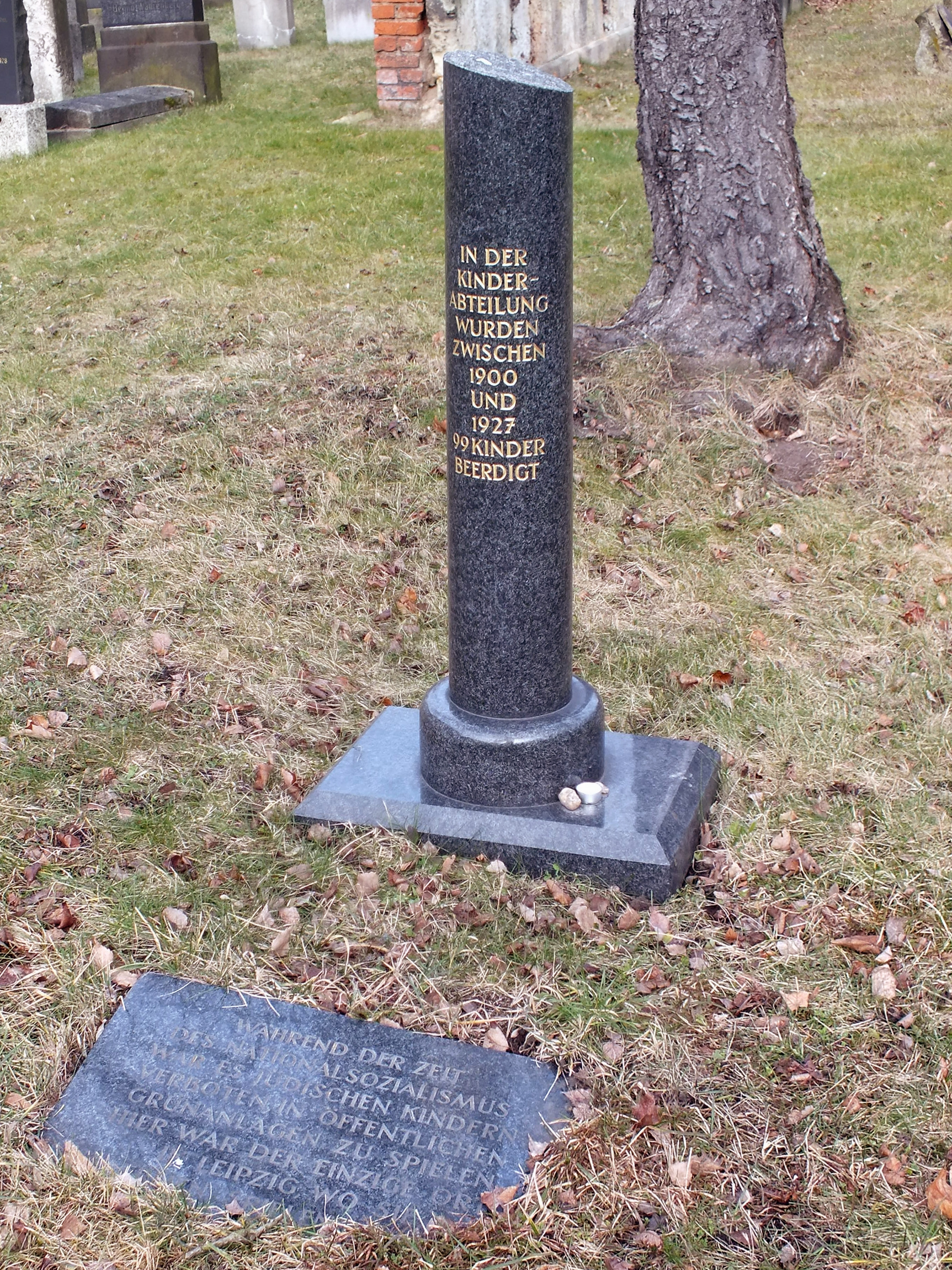
Kinder-Stele und Hinweis auf Spielplatz während der NS-Zeit
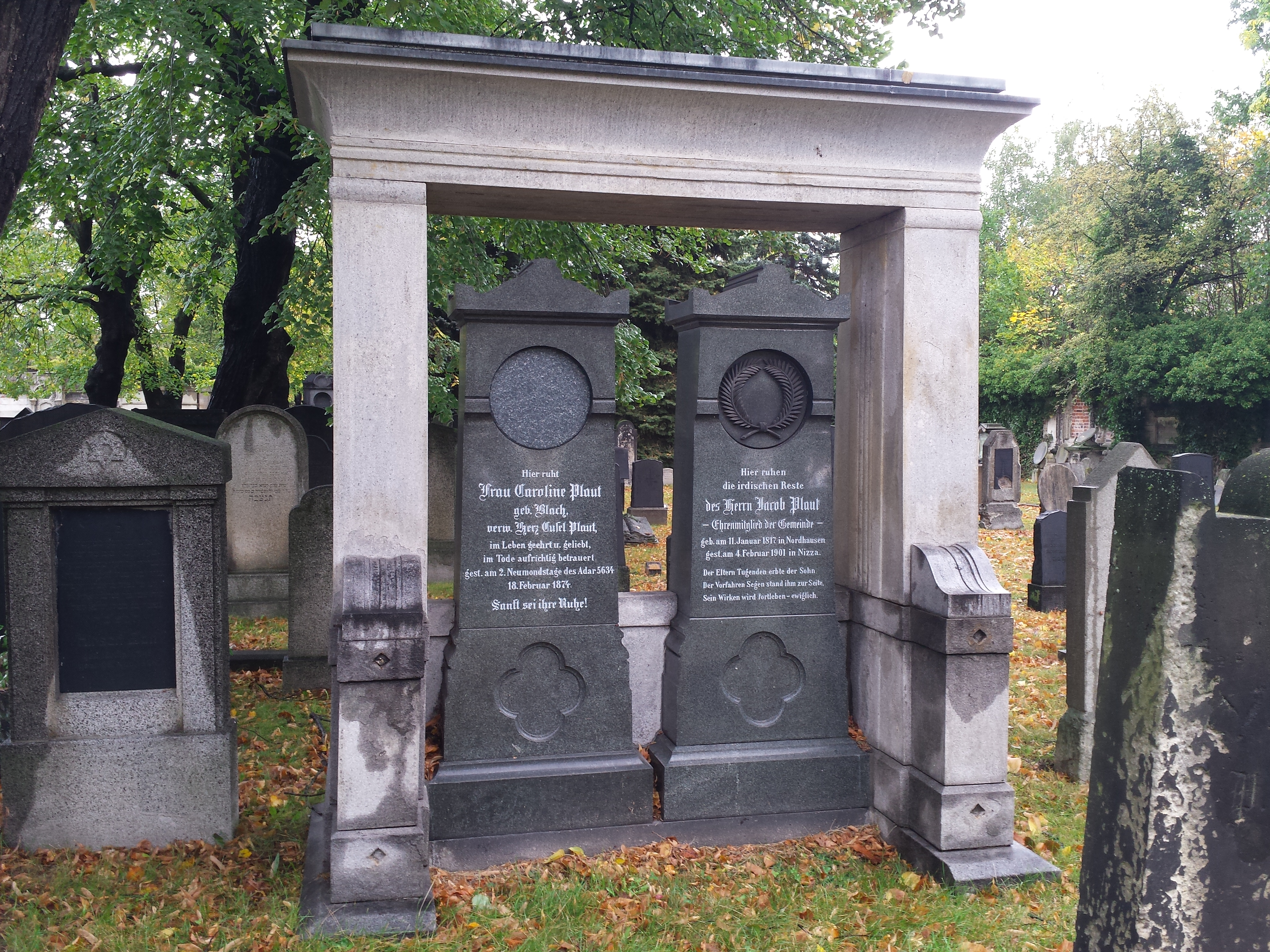
Grab von Jacob Plaut

Durch Vandalismus während der NS-Zeit und dem Zweiten Weltkrieg nahm der Friedhof Schaden. Kleine Nummernsteine in den Gräberreihen markieren verlorengegangene Grabmäler sowie Grabstätten, die nie ein Grabmal besessen haben, darunter auch KZ-Opfer. Eine Bodenplatte in der Kinderabteilung weist darauf hin, dass jüdische Kinder während der NS-Zeit auf dem Friedhof spielten, weil ihnen dies in öffentlichen Anlagen verboten war.
Ende der 1920er Jahre gingen die Bestattungen auf den Neuen Israelitischen Friedhof über, lebten aber nach dessen Verwüstung 1938 nochmals auf. Der Friedhof beherbergt über 5000 Grabstellen. Die Gebäude im Eingangsbereich wurden nach Bombentreffern im Zweiten Weltkrieg abgerissen. Der Alte Israelitische Friedhof steht heute unter Denkmalschutz und wird von der Friedhofsabteilung beim Amt für Stadtgrün und Gewässer der Stadt Leipzig betreut.
Nach Abschluss eines mehrjährigen Rechercheprojekts ist es der Ephraim Carlebach Stiftung gelungen, eine digitale Volldokumentation aller Grabstellen des Alten Israelitischen Friedhofes zu erstellen.

## Der Neue Israelitische Friedhof

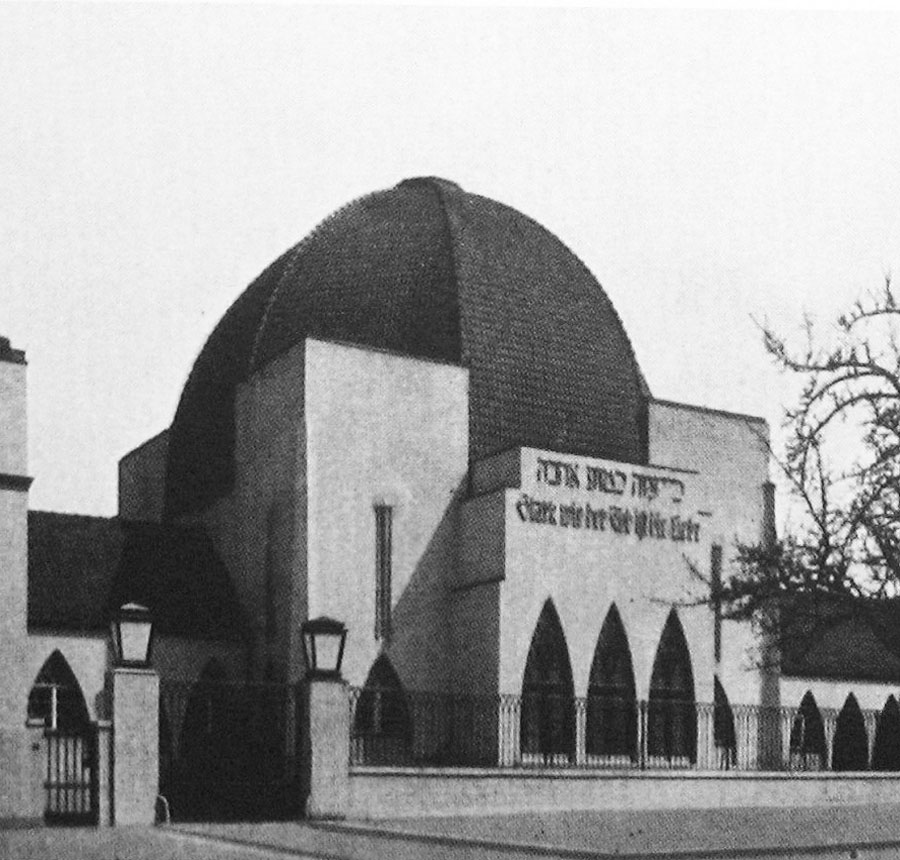
Die ehemalige Trauerhalle

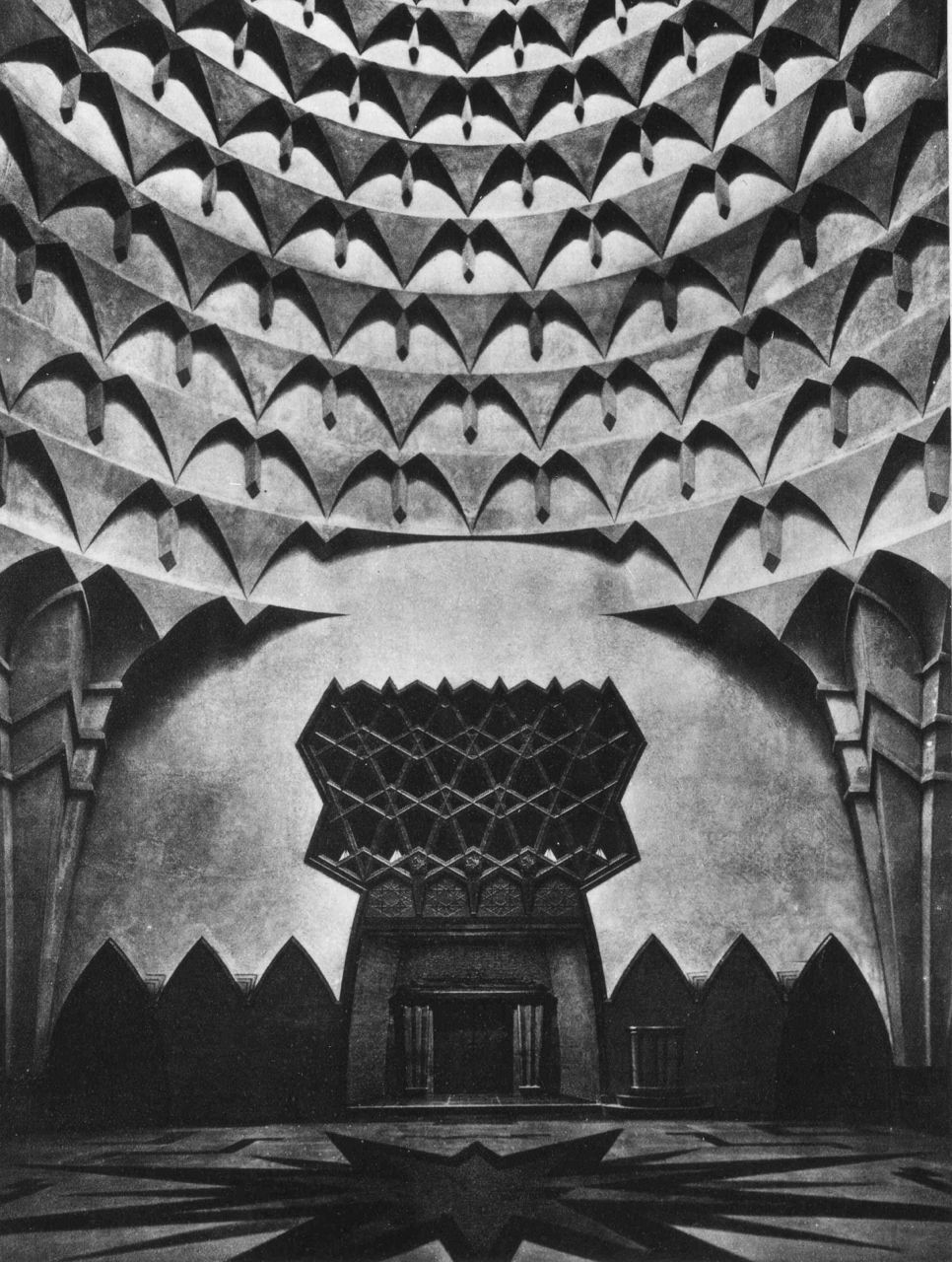
Inneres der Trauerhalle, Blick zur Kuppel.

Zu Beginn des 20. Jahrhunderts bemühte sich die jüdische Gemeinde wiederum um die Anlage eines neuen Friedhofes, da die volle Belegung des alten Friedhofes absehbar war. Auf einem von der jüdischen Gemeinde erworbenen Gelände an der Delitzscher Straße am nördlichen Stadtrand gegenüber dem Krankenhaus St. Georg (Lage)
wurde 1925 mit Pflanzungen zur Anlage eines Friedhofs begonnen. Am Eingang des etwa zwei Hektar großen Geländes wurde 1927/1928 in 18-monatiger Bauzeit nach Plänen des Architekten Wilhelm Haller eine Trauerhalle errichtet. Der U-förmig angelegte zweistöckige Baukörper gruppierte sich mit seinen Funktionsräumen um einen zentralen Kuppelbau mit einer dreibogigen Pfeilervorhalle. Die Kuppelhalle hatte eine Grundfläche von 18 mal 18 Metern, über der sich doppelschalig die Kuppel erhob, außen mit einer Höhe von 21,5 Metern und oktogonalem Grundriss, innen rund mit  stalaktitenartigen Betonzapfen. Der Friedhof wurde im Mai 1928 eingeweiht.
Bereits zehn Jahre danach fiel der Friedhofsbau am 10. November 1938, dem Tag nach der Kristallnacht, einem Brandanschlag durch das NS-Kraftfahrkorps zum Opfer. Die Kuppelhalle blieb dabei fast unbeschädigt. Sie wurde 1939 auf Anordnung der NSDAP-Kreisleitung gesprengt. Ohne die Baulichkeiten konnten keine Toten mehr bestattet werden, weshalb auf den alten Friedhof ausgewichen wurde.
1948 waren die Aufräumungsarbeiten auf dem verwüsteten Friedhof beendet, und mithilfe zweier Baracken konnten wieder Begräbnisse stattfinden. 1951 wurde an der Stelle des ehemaligen Kuppelbaus ein sarkophagähnliches Mahnmal für die ermordeten Leipziger Juden geschaffen mit der Inschrift in Deutsch und Hebräisch „Höret doch ihr Völker alle und sehet meinen Schmerz“. Als von 1953 bis 1955 auf einem Teil des ehemaligen Friedhofbaus eine neue Trauerhalle errichtet wurde, wurde das Mahnmal ins Friedhofsinnere versetzt.
Unter den etwa 1500 Grabstätten des Neuen Israelitischen Friedhofs befinden sich auch die des bekannten Chordirigenten Barnet Licht, des Gründers des Leipziger Synagogalchores Werner Sander und des Stifters des Leipziger Eitingon-Krankenhauses Chaim Eitingon. Im hinteren Teil stehen die historischen Grabsteine aus dem ersten jüdischen Friedhof Leipzigs. Unter den Grabsteinen neueren Datums dominieren russische Namen, da sich die jüdische Gemeinde in Leipzig vornehmlich aus russischen Immigranten zusammensetzt.

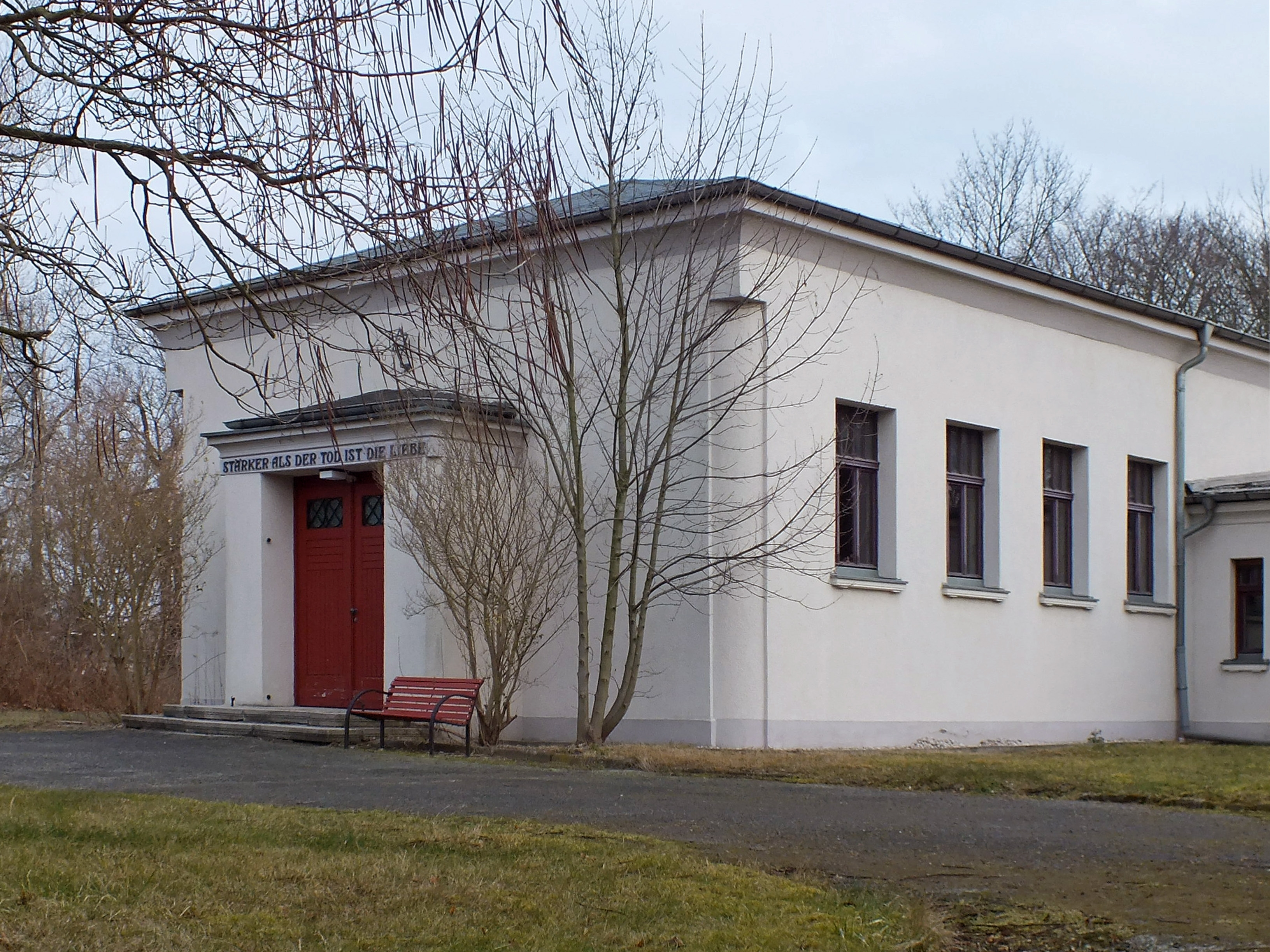
Die neue Trauerhalle
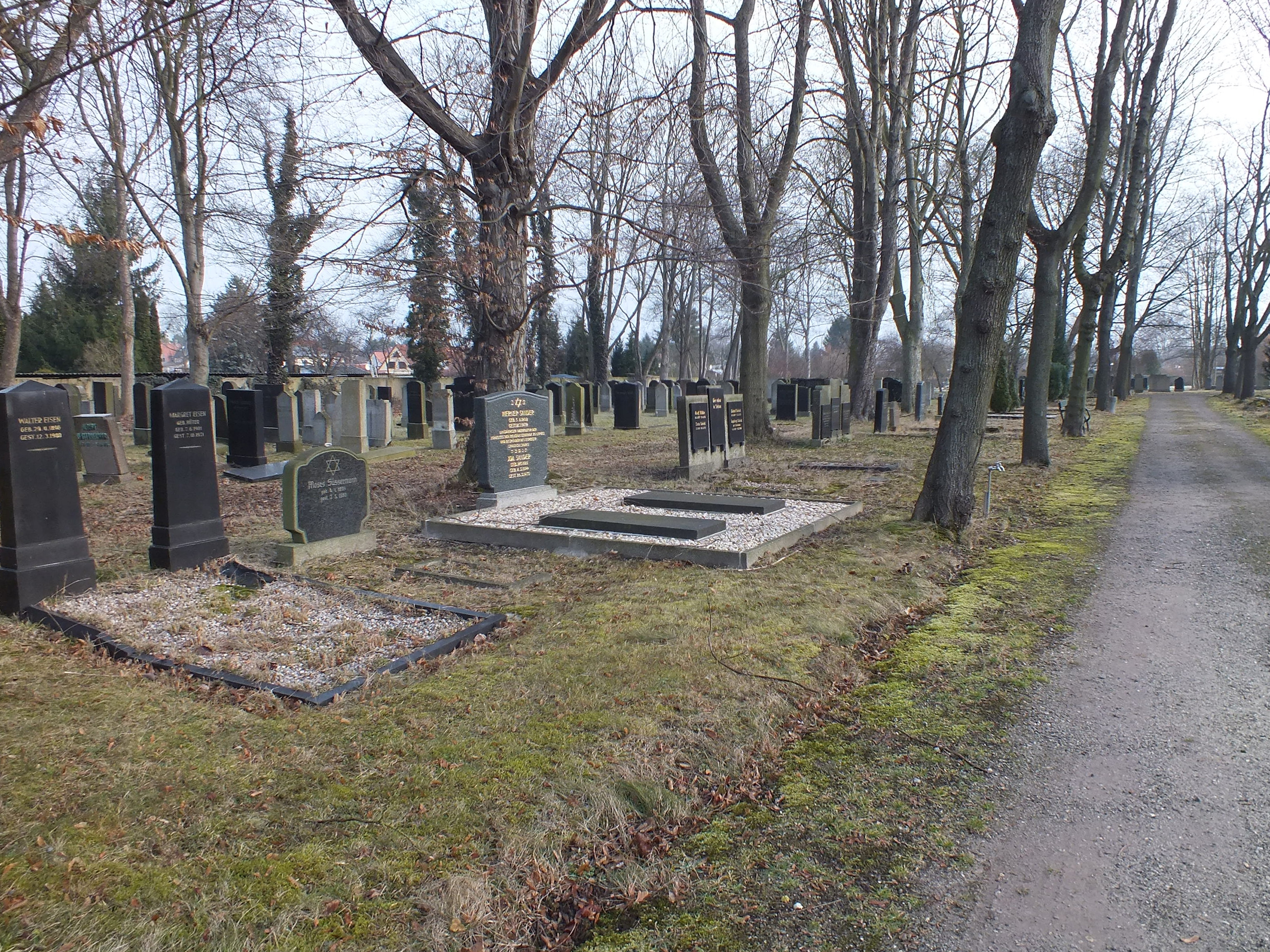
Teilansicht des Friedhofs
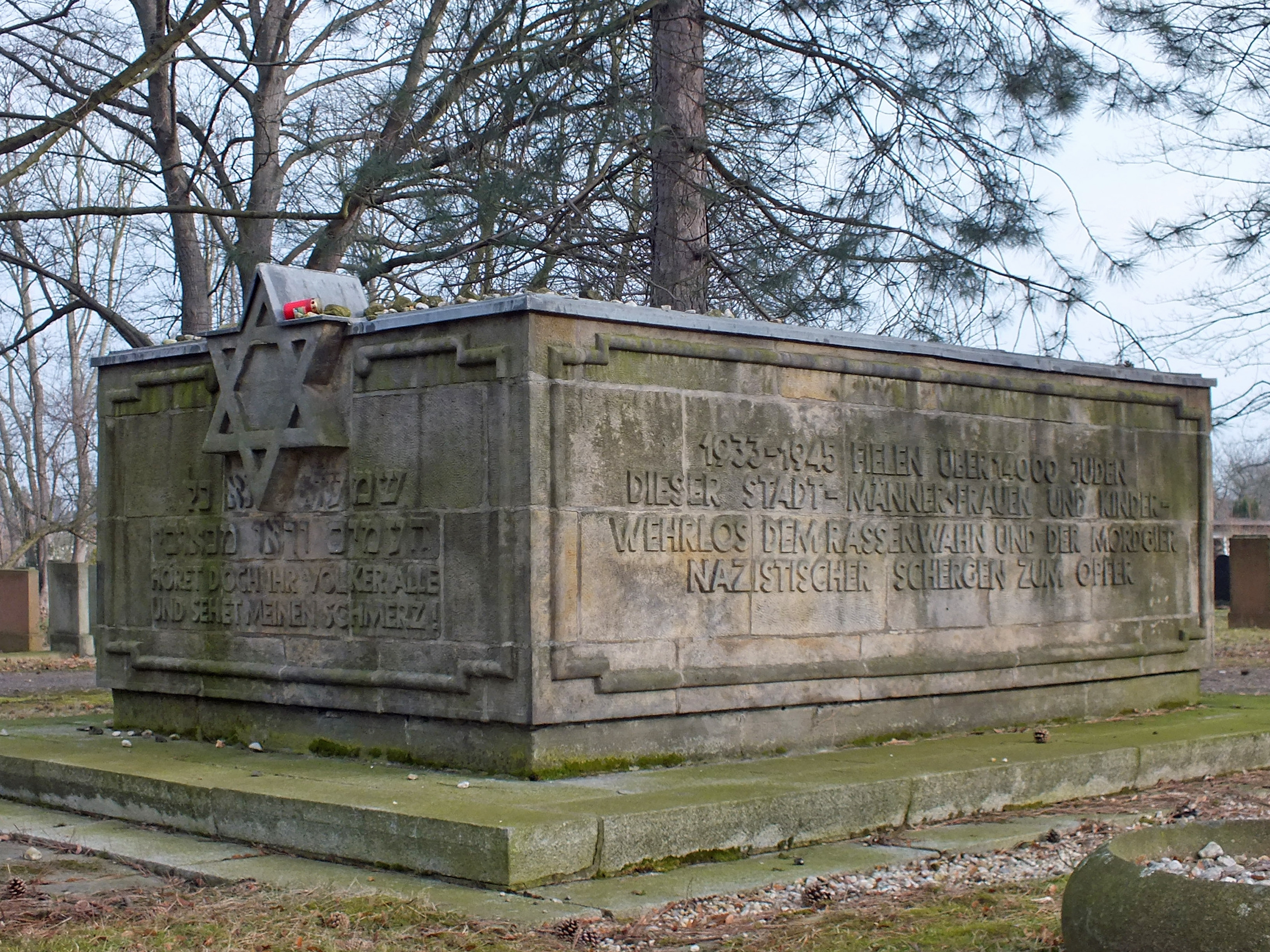
Das Mahnmal von 1951
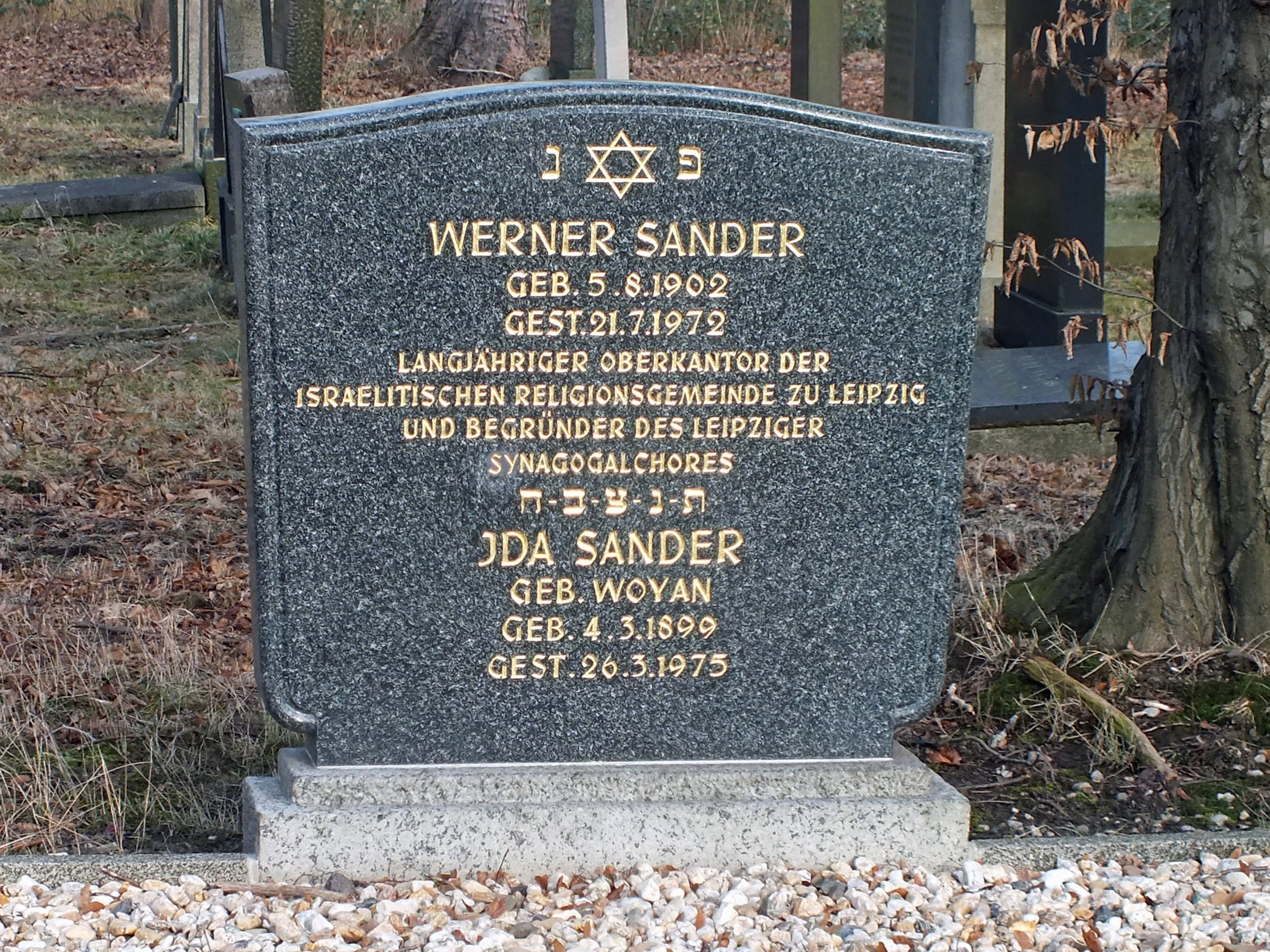
Die Grabstätte Werner Sander
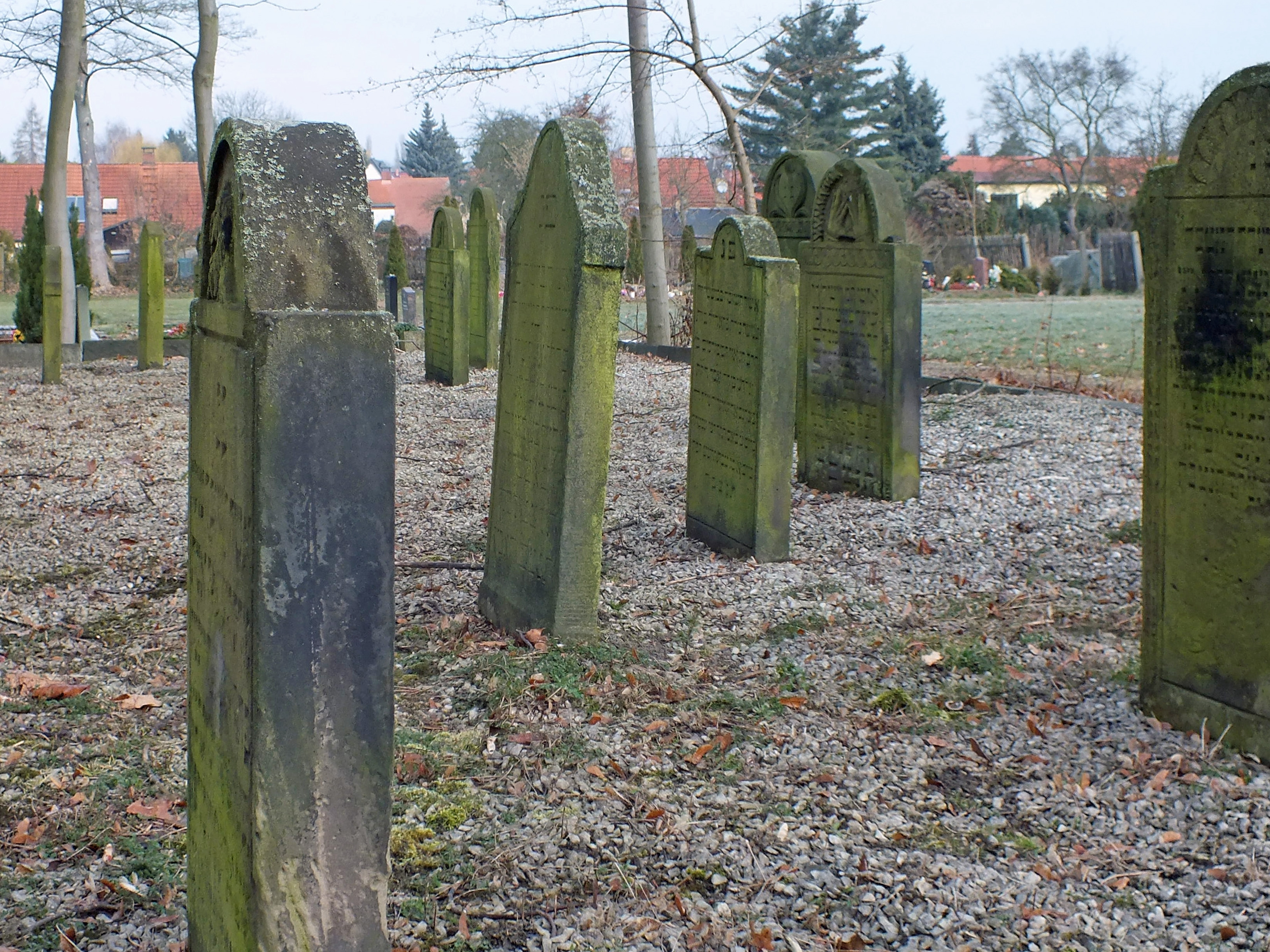
Steine des ersten jüdischen Friedhofs